# Ботельо, Педру Энрике
Педру Энрике Ботельо (порт. Pedro Henrique Botelho; 4 апреля 1987, Пердоэс, Минас-Жерайс, Бразилия) — бразильский футболист, защитник.
Начал свою футбольную карьеру в юношеской команде клуба «Фламенго». В январе 2007 года принял решение выступать в Европе и перешёл в литовский клуб «Ветра», главным тренером которого был Александр Тарханов. После того, как в августе 2007 Тарханов возглавил самарский клуб «Крылья Советов», он пригласил Педру Ботельо к себе в команду. Контракт бразильца с «Крыльями» был заключен до конца 2007 года.
В начале 2008 года вернулся в Литву, в клуб из Мариямполя «Судува», ставший серебряным призёром чемпионата Литвы 2007 года.